# Dikodougou
Dikodougou är en underprefektur i Elfenbenskusten. Den ligger i departementet med samma namn, i den centrala delen av landet, 260 km norr om huvudstaden Yamoussoukro.